# تايلور بيك
تايلور بيك هو لاعب هوكي الجليد كندي، ولد في 13 مايو 1991 في سانت كاثرينز في كندا.

## وصلات خارجية
- تايلور بيك على موقع دوري الهوكي الوطني (الإنجليزية)
- تايلور بيك على موقع EliteProspects.com (الإنجليزية)
- تايلور بيك على موقع HockeyDB.com (الإنجليزية)
- تايلور بيك على موقع Hockey-Reference.com (الإنجليزية)